# Common Rail

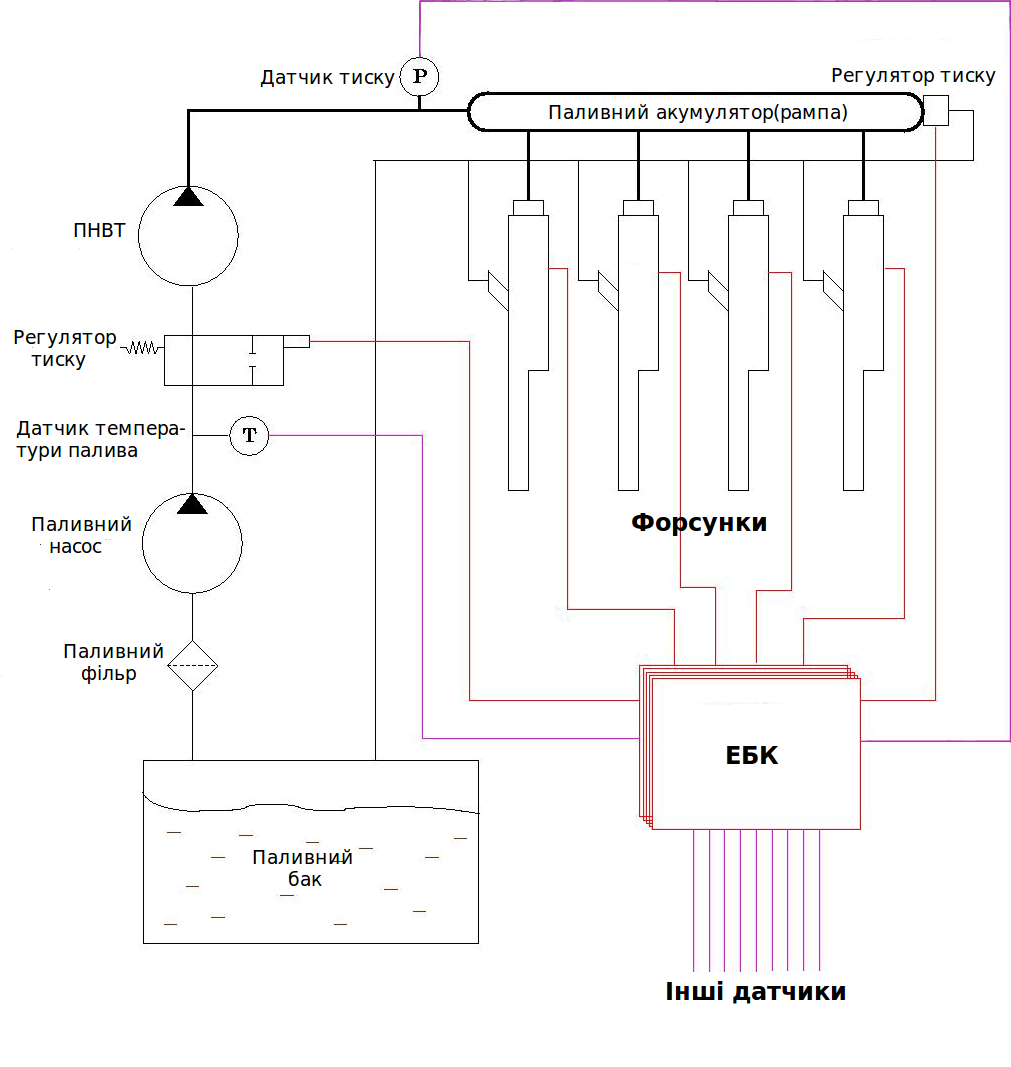
Принципова схема системи

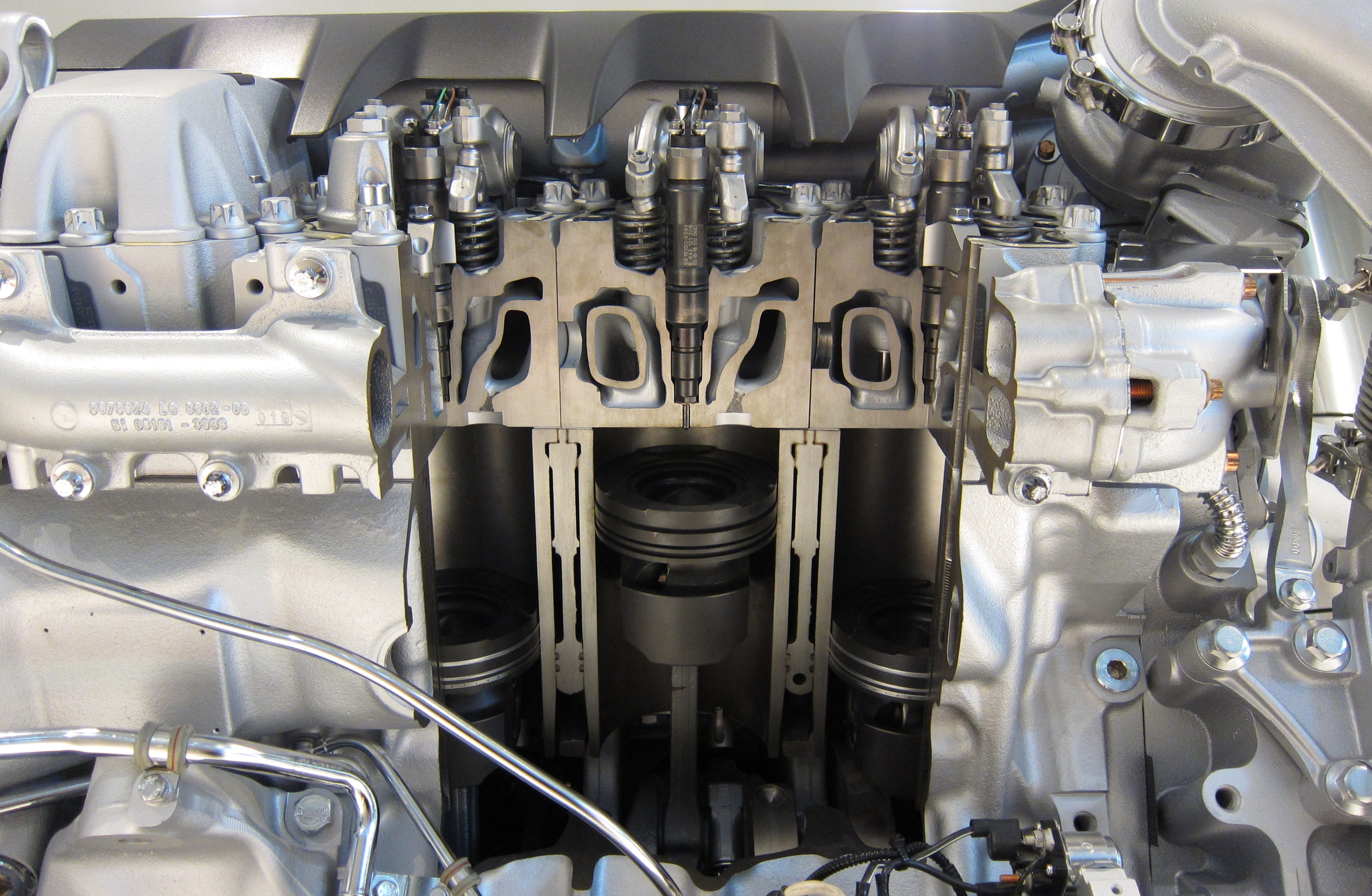
Common Rail дизельного двигуна MAN V8

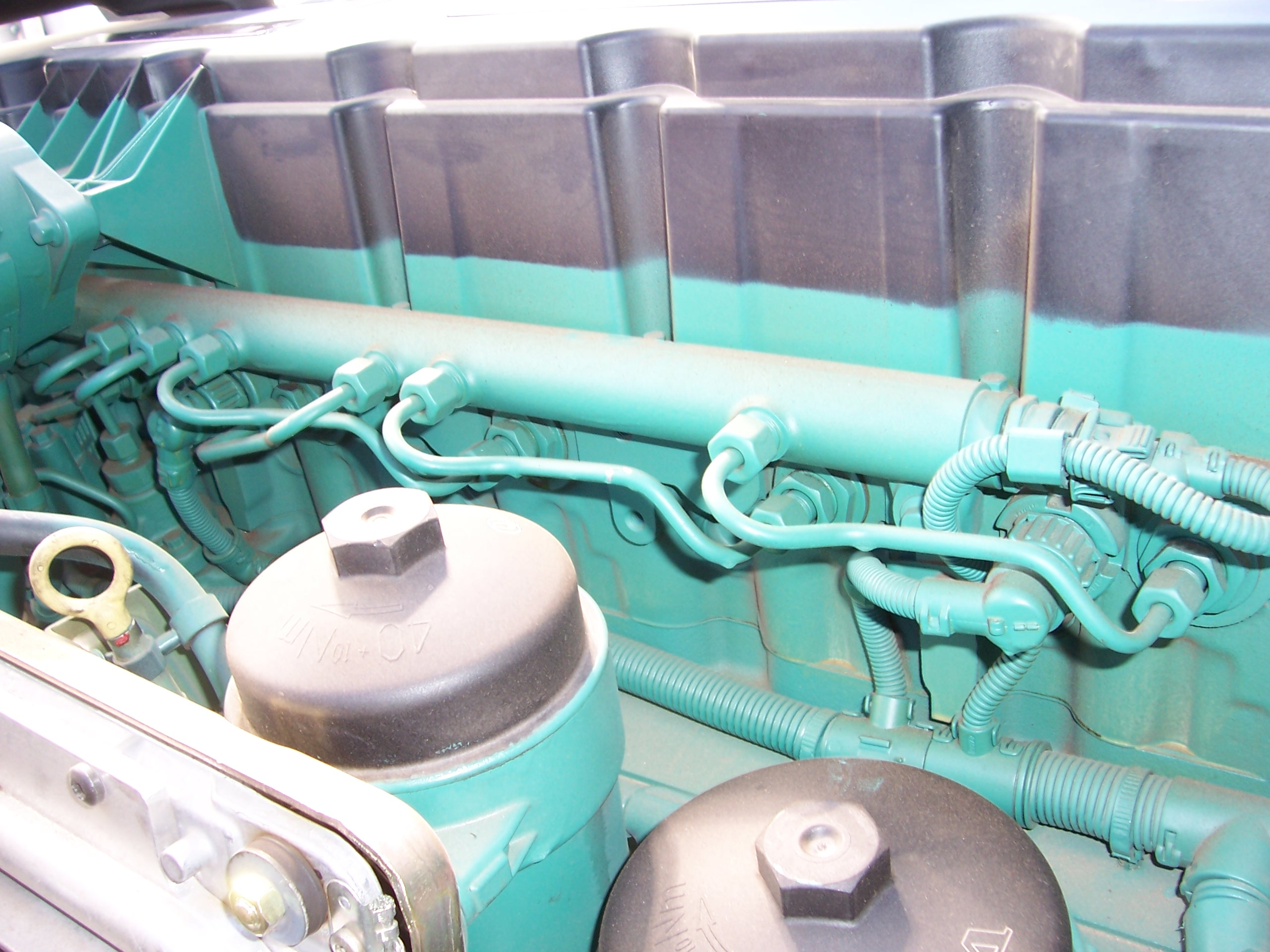
Система Common Rail на двигуні вантажівки.

Common Rail,(комон-рейл), (англ. загальний шлях, магістраль) — сучасна система живлення дизельних двигунів внутрішнього згорання із безпосереднім впорскуванням палива в циліндри, основним елементом якої є паливний акумулятор. Насос високого тиску забезпечує високий рівень тиску палива в загальній магістралі. Паливо заповнює систему трубопроводів, яка постійно перебуває під тиском під час роботи двигуна.
Впорскування під високим тиском забезпечує переваги в потужності та споживанні палива порівняно з попереднім упорскуванням палива під низьким тиском. Вприскуючи паливо у вигляді більшої кількості дрібних крапель, забезпечує набагато вищий коефіцієнт площі поверхні до об’єму.
Система впорскування Common Rail широко використовується в дизельних двигунах. Вона також є основою систем прямого впорскування бензину, які використовуються в бензинових двигунах.

## Походження терміна
Термін Common Rail походить від англійської мови і означає загальну розподільну трубу. Він описує використання звичайного паливного акумулятора високого тиску, як правило, у формі труби, до якої підключені форсунки (інжектори) для подачі палива в циліндри.

## Історія
Вперше системи живлення акумуляторного типу застосовували на суднових дизельних двигунах починаючи із 1910 року. Високий тиск впорскування дозволяв підтримувати роботу двигуна на всіх режимах. Але механічні системи мали чимало недоліків: металоємність та габаритність, недостатня живучість після розгерметизації одного із з’єднань, необхідність автономної зарядки акумулятора перед запуском. Нові вимоги до систем живлення та дизельних двигунів в цілому, а саме: керування тиском, характеристики подачі пального та керування кутом випередження впорскування, нові екологічні стандарти, призвели до створення нового покоління акумуляторних паливних систем з електронним управлінням. Вперше, серійно застосована, електронна акумуляторна система була впроваджена компаніями Fiat та Elasis. Після того як дизайн та концепція системи були розроблені, концерн Fiat продав її компанії Bosch GmbH. Першими автомобілями із такою системою стали Alfa Romeo 156 1.9 JTD та Mercedes-Benz C 220 CDI, серійний випуск цих моделей датується 1997 роком. У наш час роботи по вдосконаленню системи проводяться компаніями-виробниками систем живлення, зокрема такими як: Bosch GmbH, Lucas та інші.

## Будова

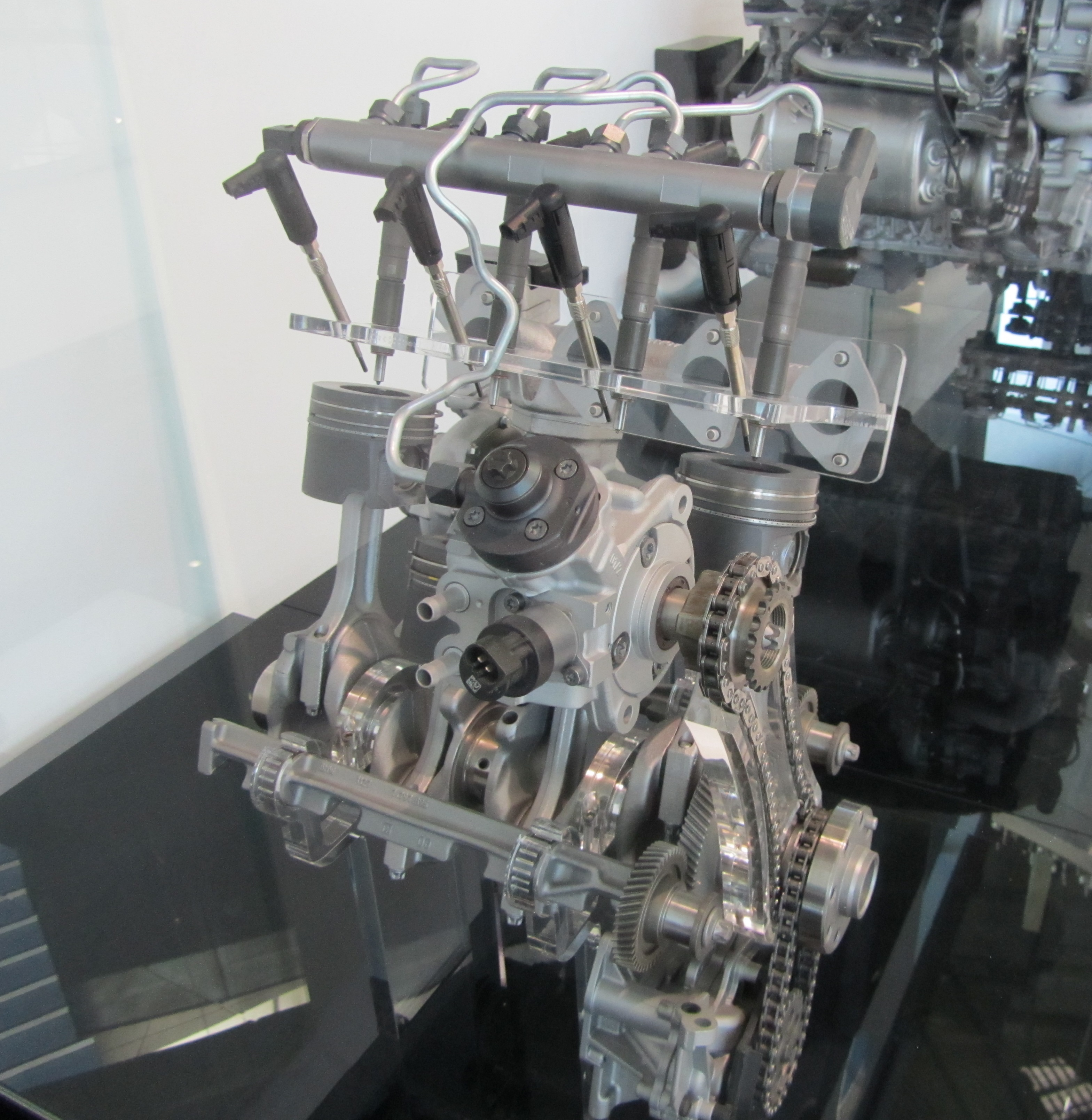
Вигляд конструкції Common Rail на BMW N47D20

При розробці даної системи було взято за основу систему, із безпосереднім впорскуванням палива у циліндри двигуна. Одним з основних елементів системи є магістральній паливний насос високого тиску котрий нагнітає паливо в паливний акумулятор. ПНВТ сучасних двигунів з системою Common Rail створюють тиск в рампі понад 180-200 МПа (1800-2000 бар). Тиск в рампі утримується сталим за допомогою регулюючого клапана, який скидає надлишок в зворотну магістраль, назад до паливного бака. Кількість палива, що потрапляє до ПНВТ, регулюється за допомогою клапана дозування палива, який розташований на самому ПНВТ. Електронний блок керування, спираючись на показники датчиків, розраховує момент початку впорскування, а також його тривалість, і подає електричний імпульс на форсунки. Застосування форсунок з електричним керуванням (соленоїдні чи п'єзоелектричні) дозволяє більш точно керувати кількістю впорскуваного палива, а збільшення тиску впорскування покращує перемішування палива з повітрям у камері згоряння. За для зниження вібрацій та шуму, а також покращення характеристик двигуна в різних режимах роботи (холодний запуск, різке прискорення, тощо) електронний блок керування може виконувати одну чи кілька незначних ін'єкцій палива безпосередньо перед основним циклом впорскування. Такі ін'єкції підвищують швидкість займання основної порцій палива, знижують токсичність викидів, а також підвищують температуру відпрацьованих газів, що необхідно для вигоряння сажі в сажовому фільтрі.
Така система є простішою, аніж класична система з ПНВТ та форсунками, а також забезпечує майже сталий тиск в рампі навіть на низьких обертах двигуна, але має й свої недоліки — більш вибаглива до якості палива та повністю втрачає працездатність при розгерметизації будь-якого з елементів контуру високого тиску. Крім того соленоїдні чи п'єзоелектричні форсунки дорожчі, мають дещо менший ресурс, та потребують калібровки блоку керування після заміни.

### Контур низького тиску
Контур низького тиску включає в себе такі елементи:
- Паливний бак
- Паливний насос низького тиску (підкачуючий)

Традиційні для дизельних систем живлення поршневі ППН задовільняють потреби системи але є непрактичними. Як правило у системі застосовуються паливні насоси шестеренчастого та роторного(роликового типу) із автономним електроприводом, занурені у паливний бак. Тиск подачі визначається заповненням плунжерного простору та мащенням і становить 0,5...0,8 МПа.
- Паливний фільтр (відстійник)
- Паливопроводи низького тиску
- Охолоджувач палива (теплообмінник)

Теплообмінник призначений для зниження температури палива. Стискання палива у контурах високого тиску викликає суттєве його нагрівання, тому перед скиданням невикористаного палива зі зворотної магістралі назад в паливний бак його неодмінно слід охолоджувати. Потрапляння до паливного бака гарячого палива призводить до поступового нагрівання всього його об'єму. З ростом температури дизельного пального його змащувальні властивості погіршуються, крім того зростає ймовірність його вскипання, що призводить до передчасного виходу з ладу паливного насосу високого тиску. Паливо, що потрапляє в радіатор охолоджується повітряним потоком.

### Контур високого тиску
Контур високого тиску включає в себе такі елементи:
- паливний насос високого тиску з клапаном дозування палива
- Паливний акумулятор (рампа) з регулятором тиску

Деталь закріплюється на головці блоку циліндрів у вигляді товстостінного трубопроводу. 
Розміри акумулятора фірми Bosch:
1. Внутрішній діаметр: 10мм
2. Зовнішній діаметр: 18мм
3. Довжина: 280...600мм
4. Об'єм: 22...60мл

- Паливопроводи високого тиску
- Паливні форсунки

### Електронна система керування
Електронна система керування складається з таких компонентів:
- Електронний блок керування (ЕБК)
- Паливний насос низького тиску
- Датчик положення (швидкості обертання) колінчастого валу
- Датчик положення розподільного валу
- Датчик положення педалі акселератора
- Датчик масової витрати повітря
- Датчик температури повітря
- Датчик температури палива в рампі
- Датчик температури охолоджуваної рідини
- Датчик тиску наддуву
- Датчик тиску палива
- Паливні форсунки
- Клапан-регулятор тиску палива
- Коло керування свічками розжарення

Інформація від різних датчиків надходить в ЕБК, який обробляє ці сигнали. Згідно з характеристичними картами, які зберігаються в пам'яті, блок вираховує оптимальну кількість впорскування палива для кожного циліндра на всіх режимах роботи двигуна. Також ЕБК виконує функцію моніторингу та самодіагностики, що полегшує пошук несправностей.

## Позначення системи
| Автовиробник        | Позначення системи                                       | Модель авто                        |
| ------------------- | -------------------------------------------------------- | ---------------------------------- |
| BMW                 | D-серія                                                  | BMW 320D                           |
| Cummins             | XPI та CCR                                               | Моделі КамАЗ                       |
| Daimler AG          | CDI та CRD                                               | Mercedes-Benz E220 CDI             |
| Fiat                | MultiJet, JTDm, Ecotec CDTi, TiD, TTiD, DDiS, Quadra-Jet |                                    |
| Ford Motor          | TDCi Duratorq та Powerstroke                             | Ford Fusion 1.4 TDCi               |
| General Motors      | CDTi                                                     | Opel Antara 2.0 CDTI               |
| Isuzu               | DTi                                                      |                                    |
| Honda               | i-CTDi                                                   | Honda Civic 2.2 i-CTDi             |
| Hyundai             | CRDi                                                     | Hyundai Accent 1.5 CRDi VGT        |
| Land Rover          | TD4                                                      | Land Rover Freelander II 2.2 TD4   |
| Mahindra            | CRDe                                                     |                                    |
| Maruti Suzuki       | DDiS (по ліцензії Fiat)                                  | Suzuki Swift 1.3 DDiS              |
| Mazda               | CiTD                                                     | Mazda 6 2.0 CiTD                   |
| Mitsubishi          | DI-D                                                     | Mitsubishi Pajero 3.2 DI-D         |
| Nissan              | dCi                                                      | Nissan Primastar 1.9 dCi           |
| PSA Peugeot Citroën | HDI або HDi                                              | Citroën C8 2.2 HDI                 |
| Renault             | dCi                                                      | Renault Megane 1.5 dCi             |
| SsangYong           | XDi                                                      | SsangYong Rexton 2.7 Xdi           |
| Subaru              | TD                                                       | Subaru Impreza 2.0 TD              |
| Tata                | DICOR                                                    | Tata Xenon Double Cabine 2.2 Dicor |
| Toyota              | D-4D                                                     | Toyota Auris 2.2 D-4D              |
| Volkswagen Group    | 2.0 TDI, 4.2 V8 TDI, 2.7 i 3.0 TDI (V6)                  | Volkswagen Passat 2.0 TDI          |
| Volvo               | JTD, 2.4D, D5                                            | Volvo XC90 1.9 Jtd                 |
| Škoda               | TDI                                                      | Škoda Octavia II 2,0 TDI           |